# 斯庫特·亨德森
斯特林·「斯库特」·亨德森（英語：Sterling "Scoot" Henderson，2004年2月3日—）是一名美國職業籃球員，司职控球後衛，現正效力於NBA聯盟的波特蘭拓荒者。2021年被评级为五星高中生，在高中还剩一年时直接进入职业联赛NBA G聯盟。2023年NBA选秀中被波特兰开拓者以首轮第三順位选中。

## 職業生涯

### NBA G聯盟引爆者（2021–2023）
2021年5月21日，亨德森與NBA G聯盟引爆者簽下了一份為期兩年、價值100萬美元的合約，這是一支從前一年開始的隸屬於NBA G聯盟的發展球隊。

### 波特蘭拓荒者（2023–至今）
波特蘭拓荒者在2023年NBA選秀中以首輪第三順位選中了亨德森。

## 外部連結
- 斯庫特·亨德森在NBA官網（英语）
- 斯庫特·亨德森在NBA G聯盟官網（英语）
- 斯庫特·亨德森在Basketball-Reference.com（NBA）（英语）
- 斯庫特·亨德森在Basketball-Reference.com（NBA G聯盟）（英语）
- 斯庫特·亨德森在ESPN（NBA）（英语）
- 斯庫特·亨德森在Eurobasket.com（球員）（英语）
- 斯庫特·亨德森在Proballers（英语）
- 斯庫特·亨德森在RealGM（英语）